# Montinia
Montinia, monotipski rod grmova iz porodice Montiniaceae. Jedina vrsta je dvodomni grm sa juga Afrike (Angola, Bocvana, Kapske provincije, Namibija )

## Sinonimi
- Montinia acris L.f.
- Montinia fruticosa Gaertn.